# انتخابات الولايات المتحدة الأمريكية 2020

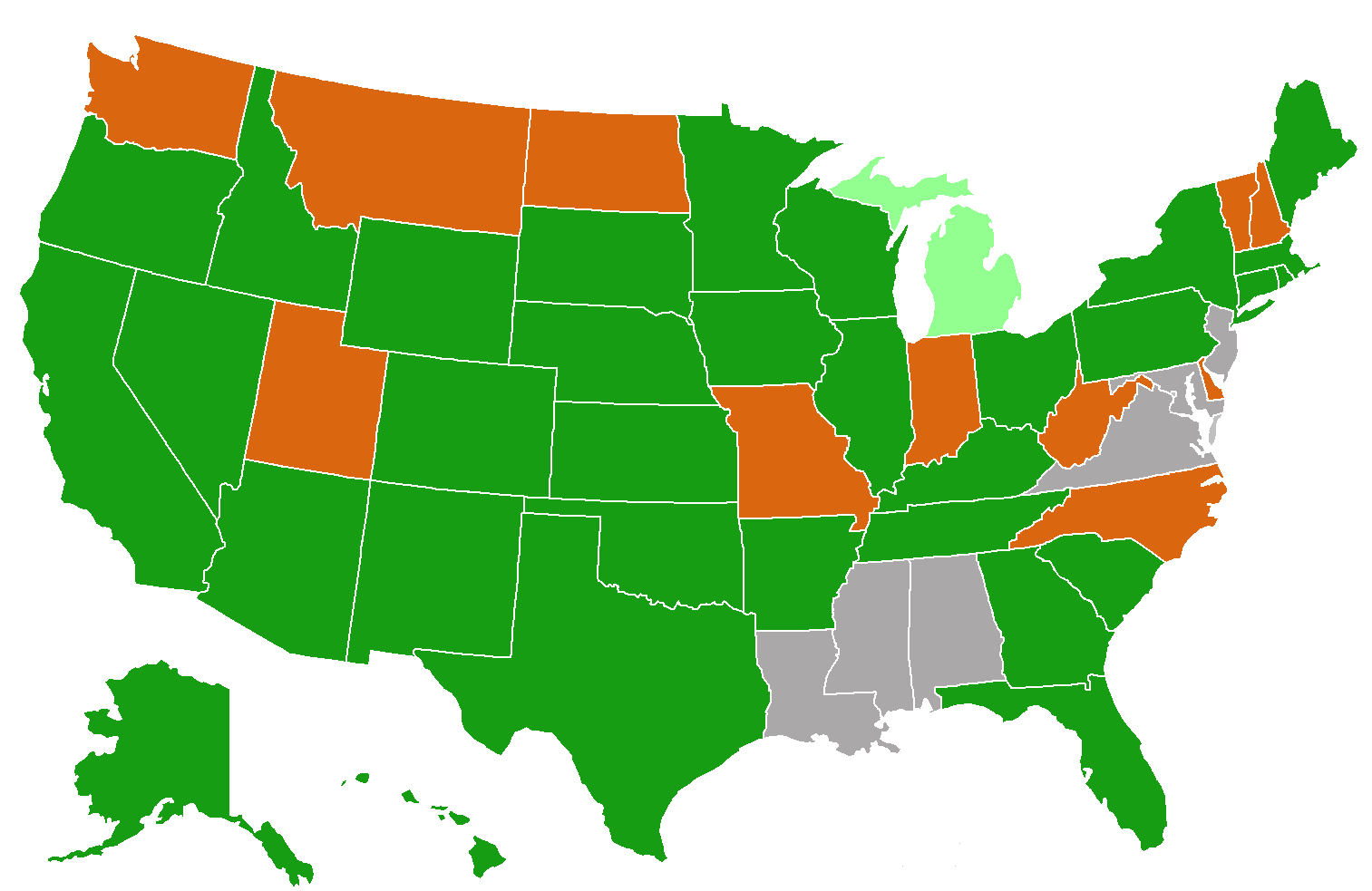

أقيمت انتخابات الولايات المتحدة الأمريكية 2020 يوم الثلاثاء، 3 نوفمبر، 2020. وجري فيها التنافس على كل مقاعد مجلس النواب الأمريكي البالغ عددها 435، بالإضافة إلى 35 من أصل 100 مقعد في مجلس الشيوخ الأمريكي، ومنصب الرئاسة الأمريكية. كذلك جرى التنافس على حكم 13 ولاية ومنطقة، بالإضافة إلى العديد من الانتخابات الأخرى في الولايات والانتخابات المحلية.
رشح كل من الحزبين الديمقراطي والجمهوري مرشحيهما في مؤتمرات حزبية أقيمت في أواخر أغسطس. الرئيس الحالي دونالد ترامب هو المرشح الجمهوري المفترض، بعد أن واجه منافسة شكلية في الانتخابات التمهيدية للحزب الجمهوري في عام 2020. جو بايدن هو المرشح الديمقراطي المفترض بعد أن أمن أغلبية من المفوضين في الانتخابات الرئاسية التمهيدية للحزب الديمقراطي. سعى العديد من المرشحين الآخرين المنتمين لحزب ثالث أو المستقلين ومن بينهم جو جورغنسن من الحزب الليبرتاري وهاوي هوكينز من الحزب الأخضر للرئاسة أيضًا.
يحتفظ الديمقراطيون بالأكثرية في مجلس النواب الأمريكي منذ انتخابات عام 2018، في حين يسيطر الجمهوريون على مجلس الشيوخ منذ انتخابات عام 2014. إذا لم تحدث شواغر أو تبدلات حزبية، فسيدخل الديمقراطيون الانتخابات وهم يسيطرون على نحو 232 من أصل 435 مقعدًا في مجلس النواب، في حين سيدخل الجمهوريون بثلاثة وخمسين مقعدًا من أصل 100 في مجلس الشيوخ. كل مقاعد مجلس الشيوخ من الرتبة الثانية البالغ عددها 33 ستقام لها انتخابات، وتقيم ولايتان (جورجيا وأريزونا) انتخابات خاصة لمجلس الشيوخ. سيجري انتخاب مفوضي الكونغرس الستة الفاقدين لحق التصويت من مقاطعة كولومبيا والمناطق الأمريكية ذات السكان الدائمين أيضًا.
ستقام الانتخابات المنتظمة في 86 من أصل 99 حجرة تشريع للولايات، وستقيم إحدى عشرة ولاية انتخابات لحاكميها. ستحدث عدة انتخابات تنفيذية وتشريعية أخرى أيضًا. نتيجة هذه الانتخابات الخاصة بالولايات سيكون لها أثر كبير على دورة إعادة توزيع المناطق التي ستحدث عقب تعداد الولايات المتحدة الأمريكية لعام 2020. ستجري أيضًا عدة استفتاءات، وانتخابات قبلية، وانتخابات محلية، من بينها عدة سباقات انتخابية لمناصب العمدة في عام 2020.

## انتخابات فدرالية

### الانتخابات الرئاسية
ستكون الانتخابات الأمريكية الرئاسية لعام 2020 الدورة التاسعة والخمسين للانتخابات الرئاسية الأمريكية التي تقام كل أربع سنوات. الشخص الذي يكسب أكثرية الأصوات الانتخابية الرئاسية (270 من أصل 538 صوتًا انتخابيًّا) سيكسب الانتخابات لدورة تستمر من 20 يناير 2021 حتى 20 يناير 2025. إذا لم يكسب أي شخص أكثرية الأصوات الانتخابية، فسيقيم مجلس النواب الأمريكي انتخابات طارئة لتحديد الفائز. يُختار كل ناخب رئاسي من قبل الولايات، ويوكل إليه التصويت بصوت واحد لأحد المرشحين الرئاسيين وصوت واحد لمنصب نائب الرئيس. معظم الولايات تعطي كل أصواتها الانتخابية للشخص الذي يكسب أكثرية الأصوات الشعبية في الولاية، ولكن ولايتين تخصصان الناخبين حسب تقسيمات مقاطعات الكونغرس. يُختار نائب الرئيس بطريقة مشابهة، ولكن تقام انتخابات طارئة في مجلس الشيوخ الأمريكي إذا لم يتلق أحد أكثرية للأصوات الخاصة بانتخاب نائب الرئيس.
ظفر الرئيس الحالي دونالد ترامب بالترشح عن الحزب الجمهوري لعام 2020 بعد مواجهة معارضة شكلية في الانتخابات التمهيدية للحزب الجمهوري لعام 2020. صرح ترامب بأنه سيبقي على نائبه مايك بنس كشريك له في انتخابات 2020، رغم إمكانية اختيار ترامب لشريك آخر في الانتخابات. سيسمى المرشح الجمهوري رسميًّا في المؤتمر القومي الجمهوري الذي سيقام من 24 أغسطس حتى 27 أغسطس.
سيرشح الحزب الديمقراطي، الحزب الكبير الآخر في الولايات المتحدة الأمريكية، مرشحه رسميًّا في المؤتمر القومي الديمقراطي 2002، الذي سيقام من 17 أغسطس حتى 20 أغسطس. أصبح نائب الرئيس السابق جو بايدن المرشح المفترض للحزب بعد انسحاب بيرني ساندرز من انتخابات الحزب الديمقراطي التمهيدية للرئاسة لعام 2020. بالإضافة إلى بايدن وساندرز، ربح كل من إليزابيث وارن، مايكل بلومبرغ، بيت بوتجيج، إيمي كلوبشار، تولسي غابارد، ممثلًا واحدًا على الأقل في الانتخابات التمهيدية الخاصة بالحزب الديمقراطي لعام 2020. تجري حملة بايدن حاليًّا عملية الانتقاء والمفاضلة لاختيار المرشح الديمقراطي لنائب الرئيس في انتخابات 2020.
يسعى العديد من «الأحزاب الثالثة» والمرشحين المستقلين أيضًا للوصول إلى الرئاسة. ربح كل من المرشحين الرئاسيين لحزبين ثالثين، وهما الحزب الليبرتاري والحزب الأخضر، على الأقل 1 بالمئة من الصوت الشعبي في البلاد في عام 2016. لانتخابات عام 2020، رشح الحزب الليبرتاري كلًّا من جو جورغنسن وسبايك كوهين، في حين رشح الحزب الأخضر كلًّا من هاوي هوكينز وأنجيلا نيكول وولكر. من المرشحين الرئاسيين الآخرين دون بلانكنشيب من حزب الدستور، وروكي دي لا فوينتي من حزب التحالف، وغلوريا لا ريفا من حزب الاشتراكية والتحرير، ومغني الراب كانييه ويست، المرتبط بحزب عيد الميلاد.

### انتخابات الكونغرس

#### انتخابات مجلس الشيوخ
سيكون 35 مقعدًا على الأقل من أصل 100 مقعد في مجلس الشيوخ الأمريكي مطروحًا في الانتخابات. كل مقاعد الرتبة الثانية من مجلس الشيوخ ستكون مطروحة في الانتخابات؛ سيخدم الفائزون بهذه المقاعد لدورة انتخابية مدتها ست سنوات. كذلك، ستقيم أريزونا وجورجيا انتخابات خاصة لملء شواغر الرتبة الثالثة؛ سيخدم الفائزون بهذه الانتخابات لدورة انتخابية مدتها عامان. قد تقيم ولايات أخرى انتخابات خاصة أيضًا إذا وجدت شواغر أخرى بحلول ذلك الوقت.
سيطر الجمهوريون على مجلس الشيوخ في انتخابات مجلس الشيوخ لعام 2014 وحافظوا على الأكثرية خلال انتخابات عامي 2016 و2018 لمجلس الشيوخ. يحتفظ الجمهوريون حاليًّا بثلاثة وخمسين مقعدًا في مجلس الشيوخ، في حين يحتفظ الديمقراطيون بخمسة وأربعين مقعدًا، والمستقلون لهم مقعدان. كلا المستقلين الاثنين أدلوا بأصواتهم دائمًا مع الحزب الديمقراطي منذ انضمامهم لمجلس الشيوخ. ما لم تنشأ شواغر أخرى أو تبدلات حزبية، سيجري التصويت على 21 مقعدًا للجمهوريين و12 مقعدًا للديمقراطيين. إذا فاز الديمقراطيون بمنصب نائب رئيس الجمهورية، سيحتاج الديمقراطيون لتحقيق ربح صافٍ لا يقل عن ثلاثة مقاعد للفوز بالأكثرية؛ وإلا سيحتاجون للحصول على ربحٍ صافٍ لا يقل عن أربعة مقاعد لنيل الأكثرية.

#### انتخابات مجلس النواب
كل مقاعد التصويت في مجلس النواب الأمريكي والتي يبلغ عددها 435 مقعدًا سيجري التصويت عليها؛ للحصول على الأكثرية، من الضروري الحصول على 218 مقعدًا. كذلك، ستقام الانتخابات لاختيار كل المفوضين الستة غير المصوتين لمجلس النواب الأمريكي، الذين يمثلون واشنطن العاصمة والمناطق الأمريكية الخمس ذات السكان الدائمين. سيخدم الفائزون بكل سباق انتخابي لدورة انتخابية مدتها عامان، باستثناء مفوض بورتو ريكو، وهو منصب لا يحق له التصويت ولكن بدورة انتخابية مدتها أربعة أعوام.
سيطر الديمقراطيون على مجلس النواب في انتخابات عام 2018، فائزين بمئتين وخمسة وثلاثين مقعدًا بالمقارنة مع 199 مقعدًا للجمهوريين. بسبب نشوء الشواغر وتبديل الأحزاب الذي حصل منذ انتخابات عام 2018، يحتفظ الديمقراطيون حاليًّا بمئتين واثنين وثلاثين مقعدًا، بالمقارنة مع 198 للجمهوريين، ومقعد -هو الخاص بجاستن أماش- للحزب الليبرتاري. حسب الشواغر المستقبلية المحتملة وتبديل الأحزاب، سيحتاج الجمهوريون لربحٍ صافٍ يبلغ نحو 20 مقعدًا للسيطرة على مجلس النواب.

##### الانتخابات الخاصة
أقيمت أربع انتخابات خاصة في عام 2020 لاستبدال عضو استقال أو توفي أثناء توليه منصبًا في الكونغرس الأمريكي السادس عشر بعد المئة:
- مقاطعة كاليفورنيا الخامسة والعشرين في الكونغرس: تغلب الجمهوري مايك غارسيا على المنتمية للحزب الديمقراطي كريستي سميث لأخذ مكان المنتمية إلى الحزب الديمقراطي كاتي هيل، التي أعلنت في السابع والعشرين من أكتوبر 2019 نيتها أن تستقيل في صحوة المخاوف الأخلاقية المحيطة بعلاقة لها مع أحد أفراد الطاقم الخاص بها.[6] مؤشر التحزب الخاص بهذه المقاطعة معتدل (لا يميل لحزب أكثر من الآخر).[7]
- مقاطعة ماريلاند السابعة في الكونغرس: تغلب المنتمي للحزب الديمقراطي كويسي مفومي على كيم كلاكيك من الحزب الجمهوري لأخذ مكان إليجاه كومينغز، الذي توفي أثناء توليه المنصب في السابع عشر من أكتوبر لعام 2019.[8] مؤشر التحزب الخاص بهذه المقاطعة يميل للحزب الديمقراطي بمقدار +26.[9]
- مقاطعة نيويورك السابعة والعشرين في الكونغرس: تغلب الجمهوري كريس جاكوبز على الديمقراطي نيت ماكموري[10] لخلافة الجمهوري كريس كولينز الذي استقال من الكونغرس في الأول من أكتوبر 2019، قبل إقراره بالتهم الموجهة إليه فيما يخص التداول من الداخل.[11] لهذه المقاطعة مؤشر تحزب يميل للحزب الجمهوري بمقدار +11.[12]
- مقاطعة ويسكونسن السابعة في الكونغرس: تغلب الجمهوري توم تيفاني على المنتمية للحزب الديمقراطي تريشا زنكر لأخذ مقعد الجمهوري شان دافي، الذي أعلن عن بدء استقالته في 23 سبتمبر 2019، قبل ولادة ابنه التاسع، الذي شُخص بمضاعفات صحية حادة خلال فترة الحمل به.[13][14] للمقاطعة مؤشر تحزب يميل بمقدار +7 للحزب الجمهوري.[15]